# Nefertari
Nefertari, znana tudi kot Nefertari Meritmut, je bila egipčanska kraljica in prva od velikih kraljevih žena (ali glavna žena) faraona Ramzesa II.,  * okoli 1300 pr. n. št., † okoli 1255 pr. n. št.
Nefertari pomemi 'Lepa spremljevalka', Meritmut pa  'Ljubljenka boginje Mut'. Je ena od najbolje poznanih egipčanskih kraljic, med katere spadajo še Kleopatra, Nefretete in Hačepsut. Bila je zelo izobražena in obvladovala branje in pisanje hieroglifov, kar je bilo v tistem času zelo redka veščina. Svoje izkušnje je uporabljala v diplomatskih stikih s tujimi vladarji svojega časa. Njena razkošno okrašena grobnica QV66 je ena največjih in najbolj spektakularnih v Dolini kraljic. Ramzes II. je zanjo zgradil tudi tempelj v Abu Simbelu poleg svojega tamkajšnjega ogromnega spomenika.

## Naslovi
Nefertari je imela veliko naslovov, med njimi: velika hvalnica (wrt-hzwt), sladkost ljubezni (bnrt-mrwt), gospa milosti (nbt-im3t), velika kraljeva žena (hmt-niswt-wrt), njegova ljubljena (hmt-niswt-wrt meryt.f), gospa dveh dežel (nbt-t3wy), gospa vseh dežel (hnwt-t3w-nbw), žena močnega bika (hmt-k3-nxt), božja žena (hmt-ntr) in gospodarica Gornjega in Spodnjega Egipta (hnwt-Shm'w-mhw). Ramzes II. jo je imenoval 'tista, za katero sije sonce'.

## Družina
Nefertarino družinsko ozadje ni znano, odkritje v njeni grobnici pa je pripeljelo do domneve, da je bila sorodnica faraona Aja. Časovna vrzel med Ajevo in Ramzesovo vladavino je prevelika, da bi lahko bila Ajeva hčerka. Če sta res bila v sorodu, bi lahko bila njegova pravnukinja. Za njeno povezavo z Osemnajsto dinastijo ni prepričljivih dokazov.
Z Ramzesom II. se je poročila še preden je prišel na prestol. Z njim je imela vsaj štiri sinove in dve hčerki. Najstarejši sin Amun-her-hepeshef je bil prestolonaslednik in poveljnik vojske, Parehervenemef pa je kasneje služil v očetovi vojski. Princ Meriatum je bil povzdignjen na položaj visokega duhovnika Raja v Heliopolisu. Četrti sin je bil princ Merire, omenjen na fasadi majhnega templja v Abu Simbelu. Hčerki Meritamen in Henuttavi sta upodobljeni na fasadi majhnega templja v Abu Simbelu. Zaradi  njihove prisotnosti v Abu Simbelu se kot Nefertarine hčerke omenjajo tudi princese Bak(et)mut, Nefertari in Nebettavi, vendar za to domnevo ni zanesljivih dokazov.

## Življenje
Nefertari je kot žena Ramzesa II. prvič upodobljena na uradni sliki iz prvega leta moževega vladanja. V Nebvenefovi grobnici stoji za svojim možem, ki med obiskom Abidosa povzdiguje Vebvenenefa na položaj velikega Amonovega svečenika. Nefertari je tudi v prizoru na steli iz prvega leta Ramzesovega vladanja, ko stresa s sistroma pred boginjo Taveret, Totom in Nut. Pomembna je njena prosotnost na slikah iz Luksorja in Karnaka. Na sliki iz Luksorja vodi svoje otroke. Na drugem prizoru je prikazana na praznovanja postavljanja  jambora Amon-Min-Kamefisa. Kralj in kraljica posvečata novi tempelj in nadzirata dvigovanje jambora. Nefertari je imela ob tej priložnosti naslednji govor:
"Vaš ljubljeni sin, gospodar obeh dežel, Usermaatre Setepenre, vas je prišel pogledat v vaši čudoviti manifestaciji. Za vas je postavil jambor. Naj mu podeli večnost kot kralju in zmago nad uporniki (proti) njegovemu veličanstvu."
Nefertari kot žena Ramzesa II. je upodobljena na veliko kipih  v Luksorju in Karnaku. V Zahodnih Tebah je upodobljena na skupinskem kipu iz Deir el-Baharija, steli in blokih iz Deir el-Medine.
Največja čast je Nefertari izkazana v Abu Simbelu. V Velikem templju stoji njen kip, njej in boginji Hator pa je posvečen majhen tempelj. Gradnje v Abu Simbelu so se začele že v času vladavine Ramzesa II. Zdi se, da je bil odprt okoli  25. leta njegove vladavine, dokončan pa šele deset let pozneje.
Nefertarino pomembnost na dvoru dodatno dokazujejo klinopisne tablice iz hetitske prestolnice Hatuša (zdaj Boghazkoy, Turčija), ki vsebujejo Nefertarino korespondenco s kraljem Hatušilijem III. in njegovo ženo Puduhepo. V pismih je omenjena kot Naptera. Znano je tudi, da je Nefertari Puduhepi poslala darila:
"Velika kraljica Naptera iz egičanske dežele govori takole: govori moji sestri Puduhepi, veliki kraljici dežele Hatti. Jaz, tvoja sestra, naj bo (tudi tebi) dobro! Naj bo vaši državi dobro. Zdaj sem izvedela, da si mi, moja sestra, pisala in spraševala po mojem zdravju ... Pisala si mi zaradi dobrega prijateljstva in bratskih odnosov med vašim bratom in kraljem Egipta, da bosta Veliki bog in bog viharjev prinesla mir in vzpostavila bratski odnos med egipčanskim kraljem, velikim kraljem, in njegovim  bratom,  kraljem Hattija, (naj) traja večno ... Glej, poslala sem ti darilo, da bi te pozdravila, moja sestra ... za tvoj vrat (ogrlico) iz čistega zlata, sestavljeno iz 12 trakov in težkih 88 šekelov, pobarvano platno iz maklaluja  za kraljevo obleko ... Skupno dvanajst platnenih oblačil."
Nefertari je prikazana na inavguracijskih svečanostih v Abu Simbelu leta 24 Ramzesovega vladanja. Na nekaterih prizorih na svečanostih namesto nje sodeluje njena hči Meritamen. Nefertari je bila takrat morda bolna. Po smrti je bila pokopana v grobnici QV66 v Dolini kraljic.

## Spomeniki

### Abu Simbel, veliki tempelj
V Abu Simbelu sta dva Nefertarina kipa: prvi je ob kolosalnih kipih Ramzesa II. in drugi pred templjem. Levo od vrat obkrožajo ogromen faraonov kip Nefertari, kraljica-mati Tuja in kraljev sin Amon-her-hepeshef (tukaj še vedno imenovan Amunhirvenemef). Desno od vrat so ob faraonu prikazani Nefertari, Baketmut in kraljev sin Ramzes.
V templju je na enem od stebrov v veliki stebriščni dvorani prikazana Nefertari, ki časti boginjo Hator.
Na steni notranje stebriščne dvorane je Nefertari upodobljena za Ramzesom II. in igra na sistrum. Vladarja stojita pred Amonovo barko, posvečeno pobóženemu Ramzesu II. Nefertari je dvakrat prikazana kot spremljevalka svojega moža v prizorih zmagoslavja.

### Abu Simbel, mali tempelj
Mali tempelj v Abu Simbelu je bil posvečen  Nefertari in Hator iz Ibšeka. Posvetilo na enem od podpornikov se glasi:
"Tempelj velikih in mogočnih spomenikov za Veliko kraljevo ženo Nefertari Meritmut, zaradi katere (zelo) sije sonce, dano življenju in ljubljeni."
Besedilo na drugem podporniku pravi:
"Kralj južnega in severnega Egipta Usermaatre Setepenre zgradil je tempelj z izkopavanjem v gori, večnega dela v Nubiji, ki ga je kralj južnega in severnega Egipta Usermaatre Setepenre naredil za veliko kraljevo ženo Nefertari Meritmut, v Nubiji, kot Ra vedno in za vedno."
Ogromna kipa stoječe Nefertari pred malim templjem sta po velikosti enaka kipom  Ramzesa II. Nefertari na njih drži  sistrum. Nosi dolgo spuščeno obleko, na glavi pa ima dolgo lasuljo, hatorske kravje roge, sončev disk in dolgi peresi, vstavljeni v modij.
V notranjosti templja se Nefertari pojavlja v različnih prizorih. Prikazana je na primer kako daruje kravi (Hator) v goščavi papirusa, daruje pred Hnumom, Satet in Anuket iz Elefantinske triade ter Mut in Hator.